# Charitopes gastricus
Charitopes gastricus là một loài tò vò trong họ Ichneumonidae.